# ماستودونسور
ماستودونسور (نام علمی: Mastodonsaurus) نام یک سرده از راسته بریده‌مهرگان است.
ماستودونسور اولین دوزیست ابتدایی بود که _در سال ۱۸۲۸_ شناسایی و توصیف شد. این جانور از هر دوزیست دیگری که سنگواره‌اش یافت شده‌است بسیار بزرگ‌تر است. هرچند شکل جمجمه‌ی ماستودونسور شبیه جمجمه‌ی تمساح و بسیار بزرگ است، از نظر پیکربندی بیشتر به قورباغه شباهت دارد. در آغاز تصور می‌شد که ماستودونسور پوزه‌ای دراز و بدنی گرد، شبیه بدن قورباغه، داشته‌است. اما وقتی استخوان‌های بدنش را کشف کردند معلوم شد این جانور، با سری عظیم و بدون گردن، شبیه تمساحی تنومند بوده‌است.
ماستودونسور با ۶ متر طول بزرگ‌ترین دوزیست تاریخ است. سنگواره‌های کشف‌شده در تالاب‌های ساحلی نشان می‌دهند که این جانور می‌توانسته آب شور را هم تحمل کند.

## نگارخانه

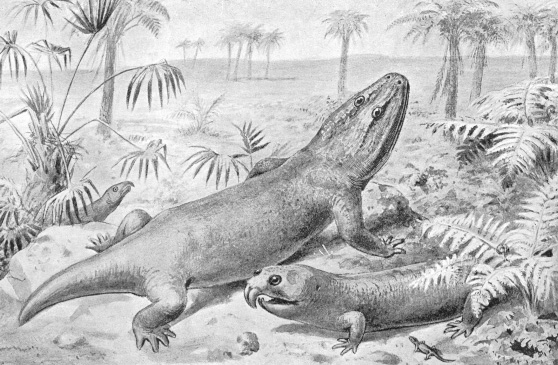
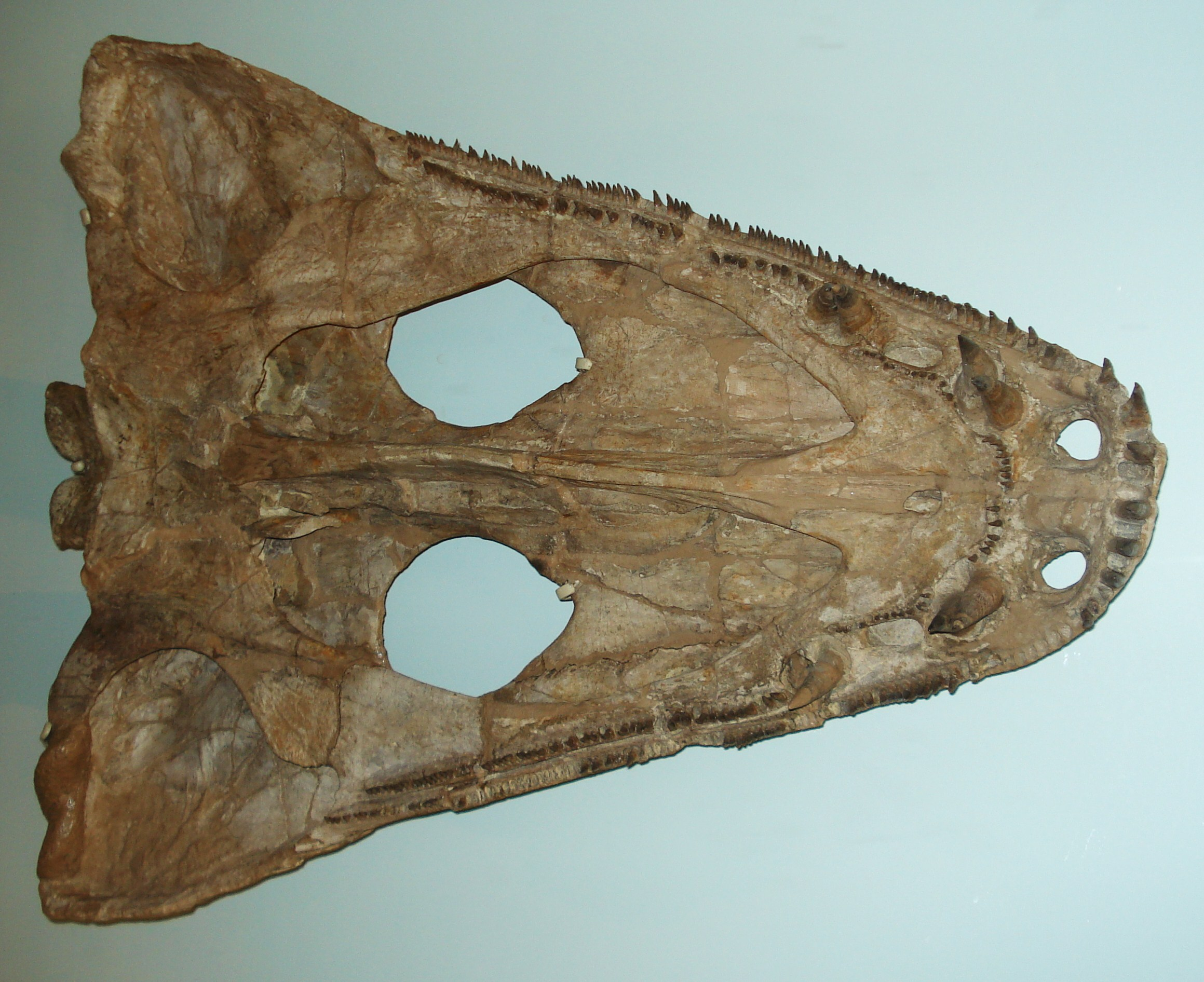
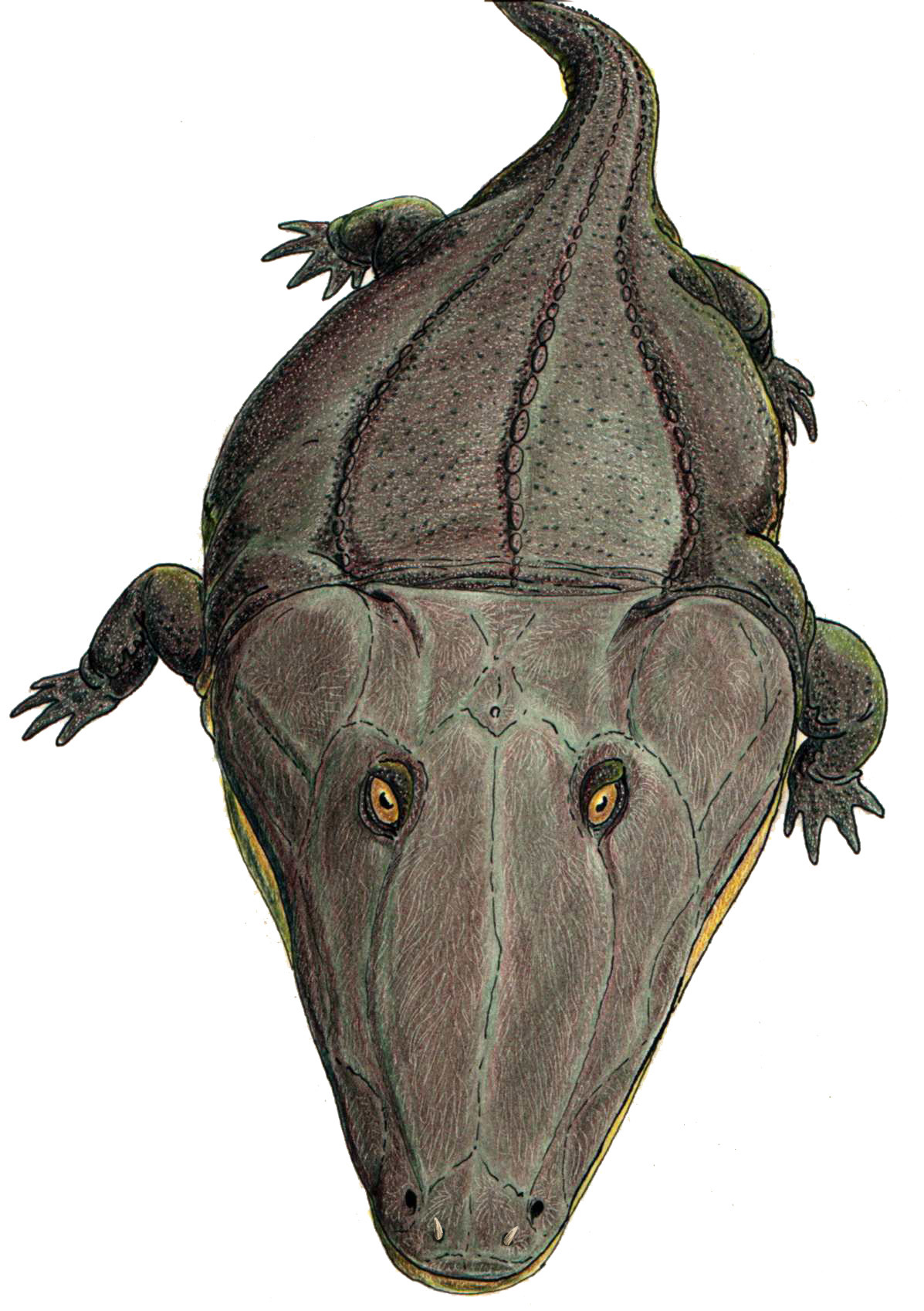